# حیدر عبید
حیدر عبید (عربی: حيدر عبيد جاسم؛ زادهٔ ۲ آوریل ۱۹۷۹) یک بازیکن فوتبال اهل عراق است.
از باشگاه‌هایی که در آن بازی کرده‌است می‌توان به باشگاه فوتبال ذوب‌آهن اصفهان، باشگاه ورزشی الوکره، الزورا، الکرخ، الزورا، بغداد، و تیم ملی فوتبال عراق اشاره کرد.
وی همچنین در تیم ملی فوتبال تیم ملی فوتبال عراق بازی کرده است.